# Seymour Cassel
Seymour Joseph Cassel (Detroit, 22 gennaio 1935 – Los Angeles, 7 aprile 2019) è stato un attore statunitense.

## Carriera
La prima parte della sua carriera è legata a quella di John Cassavetes, attore e regista simbolo del cinema indipendente americano. Cassel è stato produttore associato del primo film di Cassavetes, Ombre (1959), e ha interpretato i successivi Blues di mezzanotte (1961), Volti (1968), per il quale ha ottenuto una candidatura all'Oscar come miglior attore non protagonista, Minnie and Moskowitz (1971), L'assassinio di un allibratore cinese (1976) e Love Streams - Scia d'amore (1984).
Ha recitato in tre film di Wes Anderson, Rushmore (1998), I Tenenbaum (2001) e Le avventure acquatiche di Steve Zissou (2004).

## Filmografia parziale

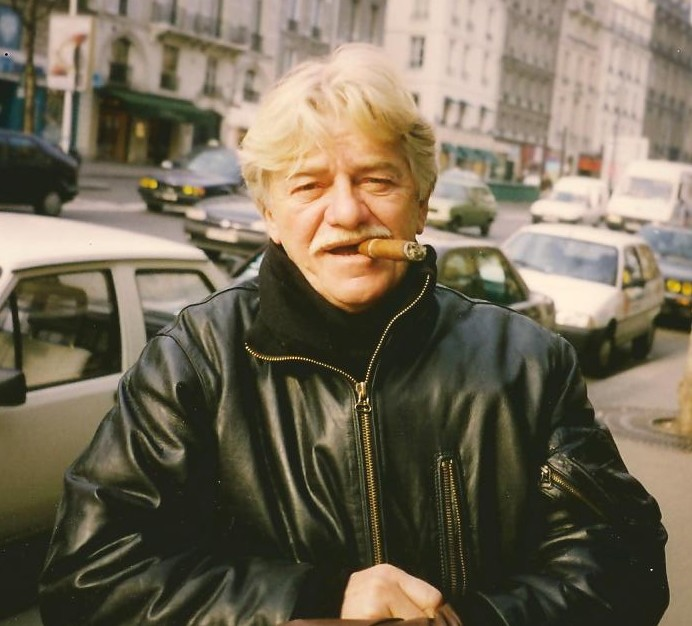
Seymour Cassel nel 1995

### Cinema
- Ombre (Shadows), regia di John Cassavetes (1958) - non accreditato
- Spionaggio al vertice (Man on a String), regia di André De Toth (1960) - non accreditato
- Juke Box Racket, regia di George Barris e Jim Geallis (1960)
- Sindacato assassini (Murder, Inc.), regia di Burt Balaban e Stuart Rosenberg (1960) - non accreditato
- Blues di mezzanotte (Too Late Blues), regia di John Cassavetes (1961)
- The Webster Boy, regia di Don Chaffey (1962)
- Le folli notti del dottor Jerryll (The Nutty Professor), regia di Jerry Lewis (1963) - non accreditato
- Contratto per uccidere (The Killers), regia di Don Siegel (1964)
- Volti (Faces), regia di John Cassavetes (1968)
- L'onda lunga (The Sweet Ride), regia di Harvey Hart (1968) - non accreditato
- L'uomo dalla cravatta di cuoio (Coogan's Bluff), regia di Don Siegel (1968)
- Il rivoluzionario (The Revolutionary), regia di Paul Williams (1970)
- Minnie and Moskowitz, regia di John Cassavetes (1971)
- Moment to Moment, regia di Robert Downey Sr. (1975) - non accreditato
- L'assassinio di un allibratore cinese (The Killing of a Chinese Bookie), regia di John Cassavetes (1976)
- Gli ultimi fuochi (The Last Tycoon), regia di Elia Kazan (1976)
- Death Game, regia di Peter S. Traynor (1977)
- Black Oak Conspiracy, regia di Bob Kelljan (1977)
- Valentino, regia di Ken Russell (1977)
- La sera della prima (Opening Night), regia di John Cassavetes (1977) - non accreditato
- Convoy - Trincea d'asfalto (Convoy), regia di Sam Peckinpah (1978)
- California Dreaming, regia di John D. Hancock (1979)
- Gli sciacalli dell'anno 2000 (Ravagers), regia di Richard Compton (1979)
- Sunburn - Bruciata dal sole (Sunburn), regia di Richard C. Sarafian (1979)
- I giganti del West (The Mountain Men), regia di Richard Lang (1980)
- Bolidi nella notte (King of the Mountain), regia di Noel Nosseck (1981)
- A doppia esposizione (Double Exposure), regia di William Byron Hillman (1982)
- Love Streams - Scia d'amore (Love Streams), regia di John Cassavetes (1984)
- A prova di vendetta (Eye of the Tiger), regia di Richard C. Sarafian (1986)
- Tin Men - 2 imbroglioni con signora (Tin Men), regia di Barry Levinson (1987)
- Best Seller, regia di John Flynn (1987) - cameo non accreditato
- La lunga attesa (Survival Game), regia di Herb Freed (1987)
- Un poliziotto al college (Plain Clothes), regia di Martha Coolidge (1987)
- La grande promessa (Johnny Be Good), regia di Bud S. Smith (1988)
- Colors - Colori di guerra (Colors), regia di Dennis Hopper (1988)
- Mille pezzi di un delirio (Track 29), regia di Nicolas Roeg (1988)
- Strega per un giorno (Wicked Stepmother), regia di Larry Cohen (1989)
- Dick Tracy, regia di Warren Beatty (1990)
- Una notte, un cane, un sogno (Cold Dog Soup), regia di Alan Metter (1990)
- Zanna Bianca - Un piccolo grande lupo (White Fang), regia di Randal Kleiser (1991)
- L'impero del crimine (Mobsters), regia di Michael Karbelnikoff (1991)
- Oscuri presagi (Cold Heaven), regia di Nicolas Roeg (1991)
- Diario di un killer (Diary of a Hitman), regia di Roy London (1991)
- In the Soup - Un mare di guai (In the Soup), regia di Alexandre Rockwell (1992)
- Love Is Like That, regia di Jill Goldman (1992)
- Chain of Desire, regia di Temístocles López (1992)
- Mi gioco la moglie... a Las Vegas (Honeymoon in Vegas), regia di Andrew Bergman (1992)
- Adventures in Spying, regia di Hil Covington (1992)
- What Happened to Pete, regia di Steve Buscemi - cortometraggio (1992)
- Harry e Kit (Trouble Bound), regia di Jeffrey Reiner (1993)
- Proposta indecente (Indecent Proposal), regia di Adrian Lyne (1993)
- Limite estremo (Bliking Point), regia di James B. Harris (1993)
- When Pigs Fly, regia di Sara Driver (1993)
- Fratelli di sangue (Hand Gun), regia di Whitney Ransick (1994)
- Una bionda sotto scorta (Chasers), regia di Dennis Hopper (1994)
- Può succedere anche a te (It Could Happen to You), regia di Andrew Bergman (1994)
- I ribelli (There Goes My Baby), regia di Floyd Mutrux (1994)
- Dark Side of Genius, regia di Phedon Papamichael (1994)
- Crimini immaginari (Imaginary Crimes), regia di Anthony Drazan (1994)
- Tollbooth, regia di Salomé Breziner (1994)
- Ouf!, regia di Rudolf Mestdagh - cortometraggio (1994)
- Dollari sporchi (Dead Presidents), regia di Albert e Allen Hughes (1995) - cameo non accreditato
- Le cose che non ti ho mai detto (Cosas que nunca te dije), regia di Isabel Coixet (1996)
- Il sogno di Frankie (Dream for an Insomniac), regia di Tiffanie DeBartolo (1996)
- Mosche da bar (Trees Lounge), regia di Steve Buscemi (1996)
- La strage del gallo (I sfagi tou kokora), regia di Andreas Pantzis (1996)
- Dead Girl, regia di Adam Coleman Howard (1996)
- Caméléone, regia di Benoît Cohen (1996)
- Juicehead, cortometraggio, regia di Elisabeth Bentley (1996)
- Turnpike, regia di Tom Barman - cortometraggio (1996)
- Cinque giorni di guai (The Last Home Run), regia di Bob Gosse (1996)
- This World, Then the Fireworks, regia di Michael Oblowitz (1997)
- Cannes Man, regia di Richard Martini (1997)
- Obsession, regia di Peter Sehr (1997)
- Ombre dal passato (Motel Blue), regia di Sam Firstenberg (1997)
- Seed, regia di Karin Thayer - cortometraggio (1997)
- Hollywood Salome, regia di Erick Ifergan (1998)
- Relax... It's Just Sex, regia di P.J. Castellaneta (1998)
- Hoods - Affari di famiglia (Hoods), regia di Mark Malone (1998) - non accreditato
- The Treat, regia di Jonathan Gems (1998)
- Snapped, regia di Jesse Feigelman (1998)
- Rushmore, regia di Wes Anderson (1998)
- The Last Call, regia di Steve Kurland (1998)
- Getting to Know You - Cominciando a conoscerti (Getting to Know You), regia di Lisanne Skyler (1999) - non accreditato
- Temps, regia di Maria Burton (1999)
- Los Angeles - Cannes solo andata (Ballad of the Nightingale), regia di Guy Greville-Morris (1999)
- Kubanisch rauchen, regia di Stephan Wagner (1999)
- Me and Will, regia di Melissa Behr e Sherrie Rose (1999)
- Indiziata di omicidio (Black and White), regia di Yuri Zeltser (1999)
- Animal Factory, regia di Steve Buscemi (2000)
- I soliti amici (The Crew), regia di Michael Dinner (2000)
- Solo una notte (Just One Night), regia di Alan Jacobs (2000)
- Next Stop, Eternity, regia di Yasmine Golchan - cortometraggio (2000)
- The Sleepy Time Gal, regia di Christopher Münch (2001)
- Bartleby, regia di Jonathan Parker (2001)
- Women of the Night, regia di Zalman King (2001)
- The Cure for Boredom, regia di Ruben Preuss (2001)
- I Tenenbaum (The Royal Tenenbaums), regia di Wes Anderson (2001)
- The Chameleon, regia di Phil Wurtzel (2001)
- Passionada, regia di Dan Ireland (2002)
- Sonny, regia di Nicolas Cage (2002)
- 110 e frode (Stealing Harvard), regia di Bruce McCulloch (2002)
- Manna from Heaven, regia di Gabrielle e Maria Burton (2002)
- The Burial Society, regia di Nicholas Racz (2002)
- Time & Again, regia di Todd Thompson - cortometraggio (2002)
- The Biz, regia di T.J. Castronovo (2002)
- Wishing Time, regia di Torrie Rosenzweig - cortometraggio (2003)
- A Good Night to Die, regia di Craig Singer (2003)
- Fratelli per la pelle (Stuck on You), regia di Peter e Bobby Farrelly (2003)
- Sweet Underground, regia di Dorsay Alavi (2004)
- Thanksgiving, regia di Tom Donahue - cortometraggio (2004)
- Le avventure acquatiche di Steve Zissou (The Life Aquatic with Steve Zissou), regia di Wes Anderson (2004) - cameo
- Lonesome Jim, regia di Steve Buscemi (2005)
- The Wendell Baker Story, regia di Andrew e Luke Wilson (2005)
- Bittersweet Place, regia di Alexandra Brodsky (2005)
- The Tenants, regia di Danny Green (2005)
- Black Widow (Before It Had a Name), regia di Giada Colagrande (2005)
- Main Street, regia di Brent Roske - cortometraggio (2005)
- Welcome to California, regia di Susan Traylor (2005)
- Circadian Rhythm, regia di René Besson (2005)
- Bye Bye Benjamin, regia di Charlie McDowell - cortometraggio (2006)
- L'isola dei sogni (Sea of Dreams), regia di José Pepe Bojórquez (2006)
- Hollywood Dreams, regia di Henry Jaglom (2006)
- Ray of Sunshine, regia di Norbert Meisel (2006)
- Property, regia di Piper Laurie - cortometraggio (2006)
- Beer League, regia di Frank Sebastiano (2006)
- The Happiest Day of His Life, regia di Ursula Burton (2007)
- Postal, regia di Uwe Boll (2007)
- Cosmic Radio, regia di Stephen Savage (2007)
- Beau Jest, regia di James Sherman (2008)
- Barbiere, IL, regia di Peter Neil (2008)
- Big Heart City, regia di Ben Rodkin (2008)
- Reach for Me, regia di LeVar Burton (2008)
- Staten Island, regia di James DeMonaco (2009)
- Not Dead Yet, regia di Sam Hull (2009)
- Chasing 3000, regia di Gregory J. Lanesey (2010)
- Kissing Strangers, regia di David Michael Katz (2010)
- Che fine ha fatto Pete Smalls? (Pete Smalls Is Dead), regia di Alexandre Rockwell (2010)
- Now Here, regia di Joe Shaughnessy (2010)
- Fort McCoy, regia di Kate Connor e Michael Worth (2011)
- Without Borders, regia di Nick Gaitatjis (2011)
- L!fe Happens, regia di Kat Coiro (2011)
- Freerunner - Corri o muori (Freerunner), regia di Lawrence Silverstein (2011)
- Pass the Salt, Please, regia di Tatjana Najdanovic - cortometraggio (2011)
- Silver Case, regia di Christian Filippella (2012)
- Booster, regia di Matt Ruskin (2012)
- Broken Kingdom, regia di Daniel Gillies (2012)
- Lost Angeles, regia di Phedon Papamichael (2012)
- The Secret Lives of Dorks, regia di Salomé Breziner (2013)
- Pride of Lions, regia di Sidney J. Furie (2014)
- Lucky Dog, regia di Michael Feifer (2014)
- L'algerino (The Algerian), regia di Giovanni Zelko (2014)
- At the Maple Grove, regia di Christopher Zatta (2014)
- Silver Case: Director's Cut, regia di Christian Filippella (2015)

### Televisione
- La città in controluce (Naked City) – serie TV, episodio 1x21 (1959)
- Deadline – serie TV, episodio 1x18 (1959)
- The Lloyd Bridges Show – serie TV, 2 episodi (1962-1963)
- Fred Astaire (Alcoa Premiere) – serie TV, episodio 2x29 (1963)
- Carovane verso il West (Wagon Train) – serie TV, episodio 7x08 (1963)
- Ai confini della realtà (The Twilight Zone) – serie TV, episodio 5x16 (1964)
- La legge di Burke (Burke's Law) – serie TV, episodio 1x28 (1964)
- Polvere di stelle (Bob Hope Presents the Chrysler Theatre) – serie TV, episodio 1x26 (1964)
- Combat! – serie TV, episodio 3x03 (1964)
- The Hanged Man, regia di Don Siegel – film TV (1964)
- Laredo – serie TV, episodio 1x02 (1965)
- Convoy – serie TV, episodio 1x08 (1965)
- Twelve O'Clock High – serie TV, 5 episodi (1965-1966)
- F.B.I. (The F.B.I.) – serie TV, 3 episodi (1965-1967)
- Io e i miei tre figli (My Three Sons) – serie TV, 6x23 (1966)
- Viaggio in fondo al mare (Voyage to the Bottom of the Sea) – serie TV, 2 episodi (1966-1968)
- Batman – serie TV, 2 episodi (1967)
- Gli invasori (The Invaders) – serie TV, 1x17 (1967)
- Il fuggiasco (The Fugitive) – serie TV, episodi 4x29-4x30 (1967)
- Cimarron Strip – serie TV, 1x04 (1967)
- Young Marrieds at Play – film TV (1971)
- Squadra emergenza (Emergency!) – serie TV, episodio 1x09 (1972)
- Nightside – film TV (1973)
- Scott Joplin – film TV (1977)
- Angel on My Shoulder – film TV (1980)
- All'ultimo sangue (Blood Feud), regia di Mike Newell – film TV (1983)
- I Want to Live – film TV (1983)
- Rage – film TV (1983)
- Beverly Hills Madam, regia di Harvey Hart – film TV (1986)
- Un salto nel buio (Tales from the Darkside) – serie TV, episodio 3x13 (1987)
- Hooperman – serie TV, episodio 1x11 (1987)
- Ohara – serie TV, un episodio (1988)
- Star Trek: The Next Generation – serie TV, episodio 2x01 (1988)
- Matlock – serie TV, 2 episodi (1988)
- La dolce ala della giovinezza (Sweet Bird of Youth), regia di Nicolas Roeg – film TV (1989)
- Dead in the Water, regia di Bill Condon – film TV (1991)
- Face of a Stranger – film TV (1991)
- Partners, regia di Peter Weller – film TV (1993)
- Sotto inchiesta (Under Suspicion) – serie TV, 17 episodi (1994-1995)
- Good Company – serie TV, 6 episodi (1996)
- Tracey Takes On... – serie TV, 9 episodi (1996-1997)
- Chicago Hope – serie TV, un episodio (1997)
- L'ultimo padrino (The Last Don), regia di Graeme Clifford – miniserie TV, 2 puntate (1997)
- The Player, regia di Mark Piznarski – film TV (1997)
- Emma's Wish, regia di Mike Robe – film TV (1998)
- Boston Public – serie TV, episodio 1x14 (2001)
- 61*, regia di Billy Crystal – film TV (2001)
- Arli$$ – serie TV, un episodio (2002)
- Nero Wolfe (A Nero Wolfe Mystery) – serie TV, 2 episodi (2002)
- Lucky – serie TV, 3 episodi (2003)
- Heist – serie TV, 6 episodi (2006)
- E.R. - Medici in prima linea (ER) – serie TV, episodio 13x18 (2007)
- To Love and Die, regia di Mark Piznarski – film TV (2008)
- Crash – serie TV, episodio 1x13 (2009)
- Flight of the Conchords – serie TV, episodio 2x03 (2009)
- Back Nine – film TV (2010)
- Circling the Drain – film TV (2011)
- FCU: Fact Checkers Unit – serie TV, un episodio (2012)

### Doppiaggio
- Gary the Rat – serie animata, 3 episodi (2003)
- Justice League Unlimited – serie animata, un episodio (2005)

## Doppiatori italiani
Nelle versioni in italiano delle opere in cui ha recitato, Seymour Cassel è stato doppiato da:
- Luciano De Ambrosis in In the Soup - Un mare di guai, Proposta indecente, L'ultimo padrino, Rushmore, Animal Factory, Solo una notte, 110 e frode, I Tenenbaum, L'isola dei sogni, Che fine ha fatto Pete Smalls?
- Carlo Reali in Tin Men - 2 imbroglioni con signora, Fratelli per la pelle, Chasing 3000
- Sandro Sardone in Star Trek: The Next Generation, Dick Tracy, I soliti amici
- Giorgio Lopez ne I ribelli, Freerunner - Corri o muori
- Dante Biagioni in E.R. - Medici in prima linea, Heist
- Dario De Grassi in Sonny, Fratelli di sangue
- Gianni Bonagura in Convoy - Trincea d'asfalto
- Gianni Marzocchi ne La grande promessa
- Valerio Ruggeri in Mille pezzi di un delirio
- Franco Chillemi in Mi gioco la moglie... a Las Vegas
- Sergio Di Giulio in Mosche da bar
- Sergio Matteucci in Può succedere anche a te
- Franco Zucca in Sotto inchiesta
- Sandro Iovino ne Il sogno di Frankie
- Goffredo Matassi in Boston Public
- Michele Gammino in Passionada
- Maurizio Scattorin in A Good Night to Die
- Vincenzo Ferro ne Le avventure acquatiche di Steve Zissou
- Antonio Paiola in The Wendell Baker Story
- Bruno Alessandro in Figlia a sorpresa
- Vittorio Battarra in Crash